# Jaroszowice (województwo małopolskie)
Jaroszowice – wieś w Polsce położona w województwie małopolskim, w powiecie wadowickim, w gminie Wadowice.
W latach 1975–1998 miejscowość administracyjnie należała do województwa bielskiego.
Wieś położona jest nad rzeką Skawą, u podnóża Jaroszowickiej Góry, szczytu Beskidu Małego. Rzeka Skawa dzieli wieś na dwie części: prawobrzeżną (z kościołem) i lewobrzeżny przysiółek o nazwie Zbywaczówka, będące oddzielnymi sołectwami.
Na terenie Jaroszowic działalność duszpasterską prowadzi kościół rzymskokatolicki parafii św. Izydora.

## Nazwa
Nazwę miejscowości w zlatynizowanej staropolskiej formie Jaroschowice wymienia w latach 1470–1480 Jan Długosz w księdze Liber beneficiorum dioecesis Cracoviensis.

## Zabytki
- kaplica murowana wybudowana w latach 1860–1868 na miejscu starszej, sześciobocznej
- kapliczka na słupie w kształcie balasa z I połowy XIX wieku
- stara strzelnica

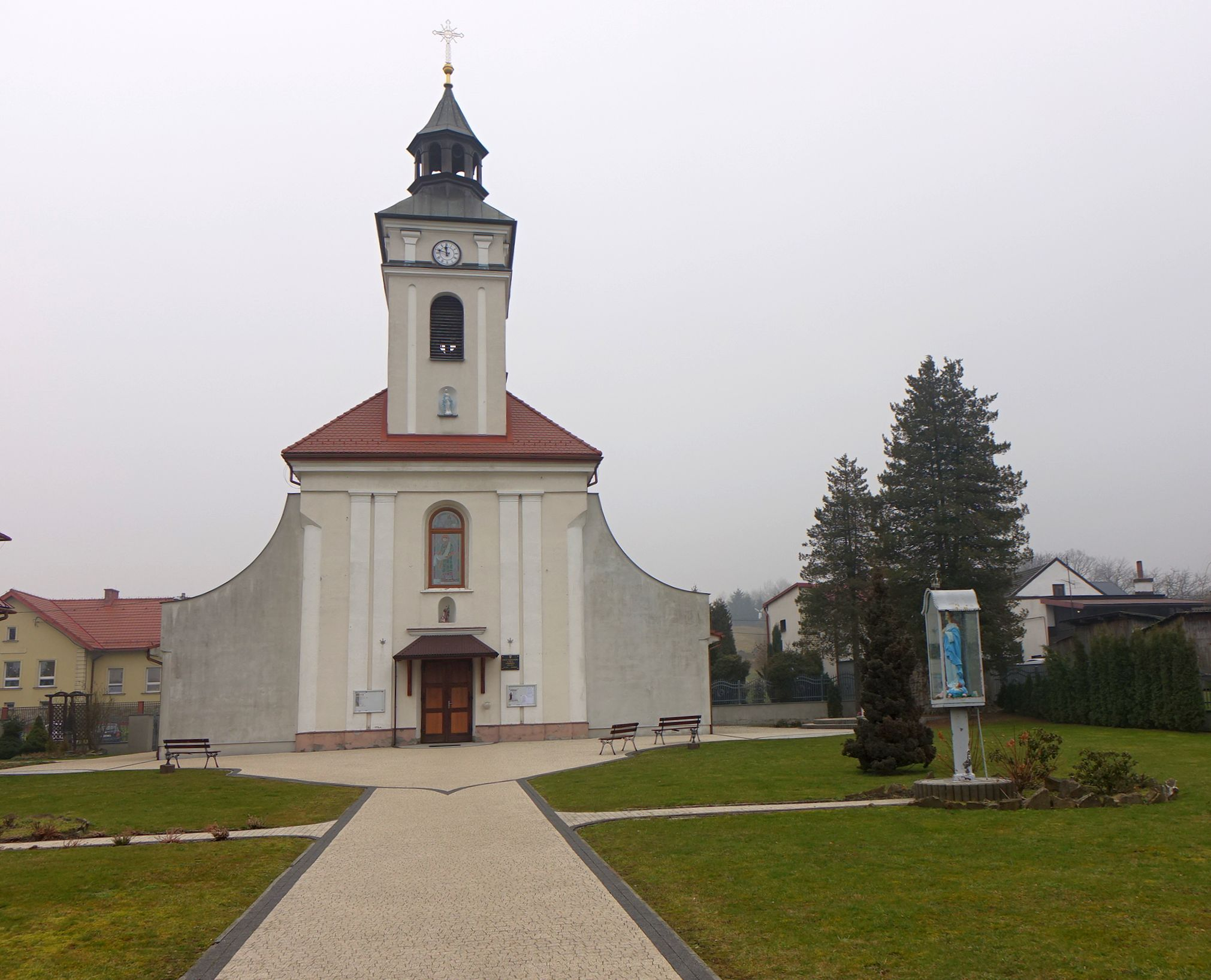
Kościół
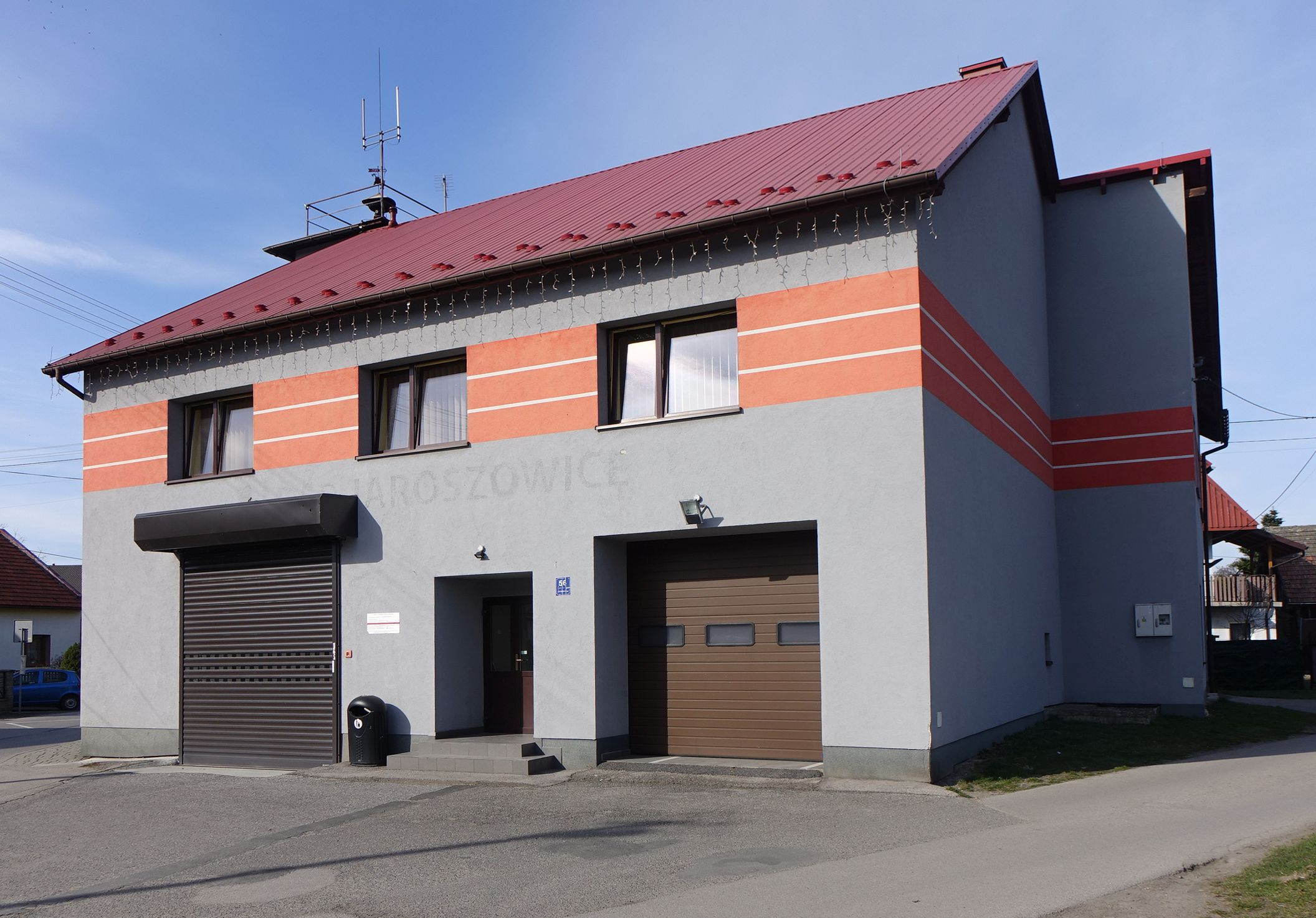
Remiza OSP
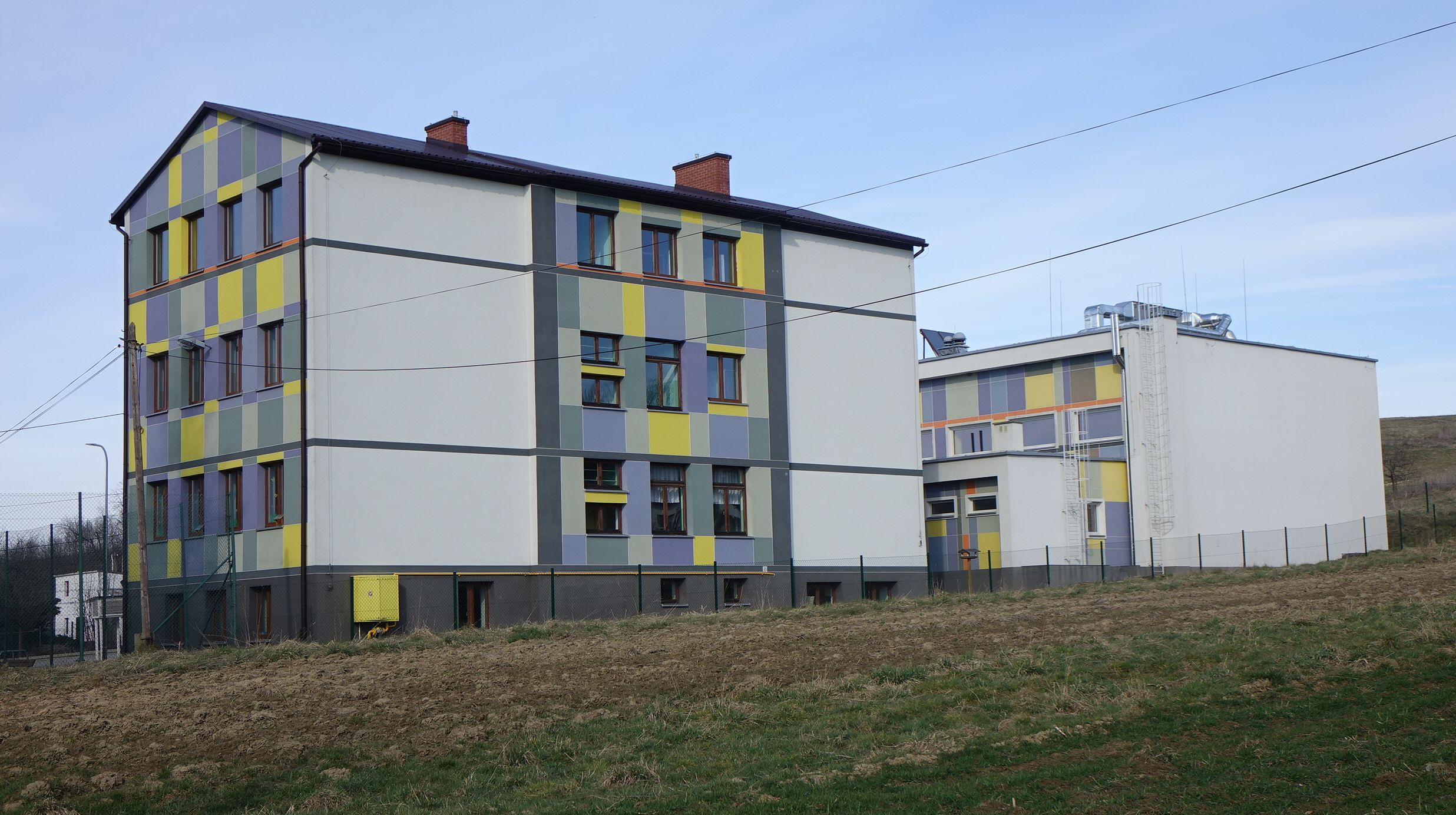
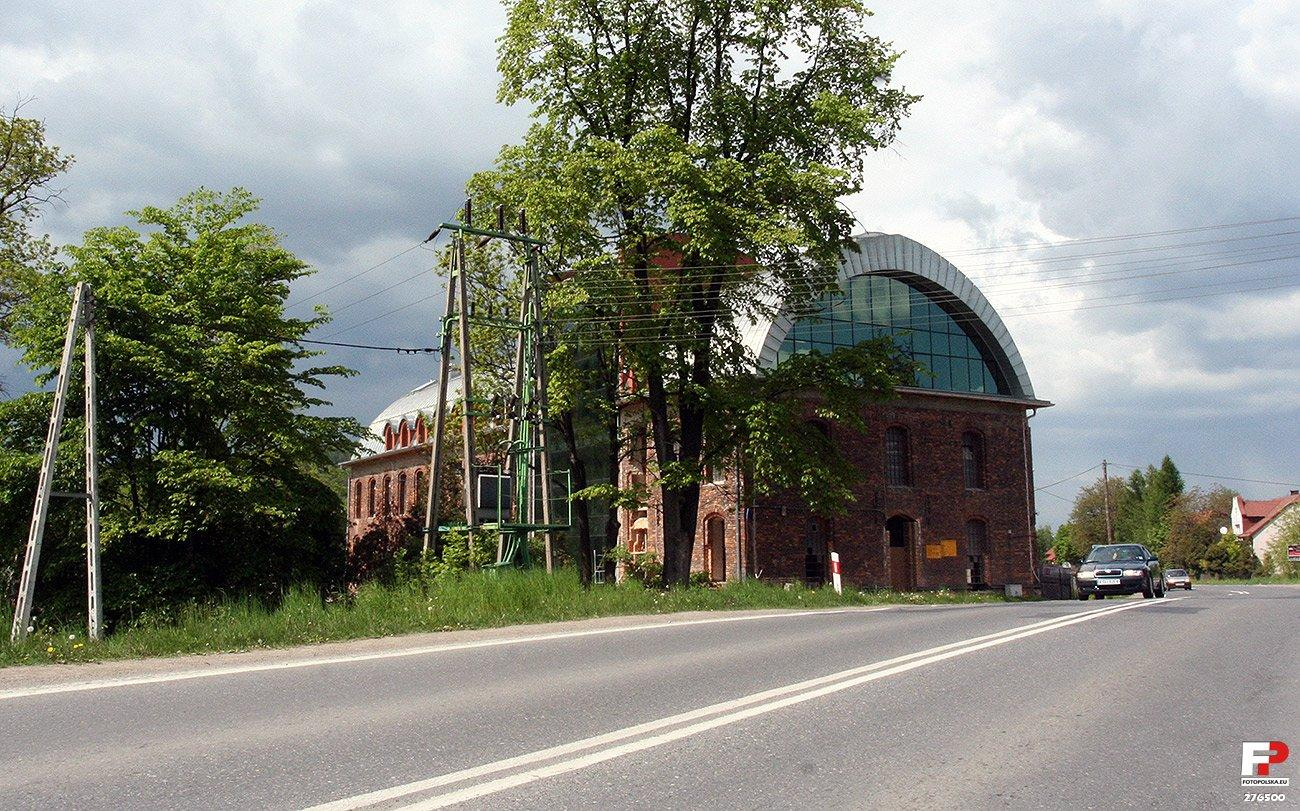
Młyn Jacka